# Speldrop

Frühere Lage (bis 1969) von Speldrop im Amt Rees-Land

Speldrop ist ein Ortsteil der Stadt Rees im Kreis Kleve in Nordrhein-Westfalen. Bis 1969 war Speldrop eine eigenständige Gemeinde im damaligen Kreis Rees.

## Geographie
Speldrop liegt nordwestlich der Reeser Kernstadt. Der aus einer kleinen Bauerschaft hervorgegangene Ortsteil ist eine landwirtschaftliche Streusiedlung und nur dünn besiedelt. Die ehemalige Gemeinde Speldrop besaß eine Fläche von 2,0 km².

## Geschichte
Seit dem 19. Jahrhundert bildete Speldrop eine Landgemeinde in der Bürgermeisterei Rees-Land (seit 1928 Amt Rees-Land) (seit 1928 Amt Rees Land) im Kreis Rees im Regierungsbezirk Düsseldorf. Am 1. Juli 1969 wurde Speldrop durch das Gesetz zur Neugliederung von Gemeinden des Landkreises Rees in die Stadt Rees eingegliedert.

## Einwohnerentwicklung
| Jahr | Einwohner | Quelle |
| ---- | --------- | ------ |
| 1832 | 52        | [ 3 ]  |
| 1861 | 76        | [ 2 ]  |
| 1871 | 65        | [ 4 ]  |
| 1885 | 88        | [ 5 ]  |
| 1910 | 80        | [ 6 ]  |
| 1925 | 79        | [ 1 ]  |
| 1939 | 90        | [ 7 ]  |

## Kultur
Ein Träger des örtlichen Brauchtums ist die St.-Irmgardis-Schützenbruderschaft Esserden–Reeserward–Speldrop.